# Mistrzostwa Azji w Chodzie Sportowym 2019
Mistrzostwa Azji w Chodzie Sportowym 2019 – zawody lekkoatletyczne, które odbyły się 17 marca w japońskim mieście Nomi. Zawody zaliczane były do cyklu IAAF Race Walking Challenge w sezonie 2019. Rozegrano chód na 20 kilometrów mężczyzn i kobiet.

## Rezultaty
| Konkurencja:           | Złoto               | Wynik         | Srebro          | Wynik      | Brąz          | Wynik      |
| Chód na 20 km mężczyzn | Toshikazu Yamanishi | 1:17:15 WL PB | Masatora Kawano | 1:17:24 PB | Koki Ikeda    | 1:17:25 PB |
| Chód na 20 km kobiet   | Ma Zhenxia          | 1:28:28 PB    | Qiji Zhuoma     | 1:29:06 PB | Gesang Zhuoma | 1:29:28 PB |